# 2. Feldhockey-Bundesliga 2016/17 (Damen)
Die Saison 2016/17 der 2. Bundesliga Damen startete am 10. September 2016 und endete am 11. Juni 2017.

## Tabellen
Legende:

| (A) | Absteiger aus der 1. Bundesliga |
| (N) | Aufsteiger aus der Regionalliga |
|     | Aufsteiger in die 1. Bundesliga |
|     | Absteiger in die Regionalliga   |

| Platz | Club                       | Spiele | Tore  | Punkte |
| ----- | -------------------------- | ------ | ----- | ------ |
| 1.    | Club Raffelberg            | 14     | 52:20 | 37     |
| 2.    | Eintracht Braunschweig (A) | 14     | 35:19 | 30     |
| 3.    | Blau-Weiß Köln             | 14     | 29:16 | 29     |
| 4.    | Klipper THC                | 14     | 22:20 | 22     |
| 5.    | Bremer HC (N)              | 14     | 27:22 | 17     |
| 6.    | Bonner THV                 | 14     | 17:27 | 13     |
| 7.    | ETuF Essen (N)             | 14     | 14:44 | 08     |
| 8.    | Hannover 78                | 14     | 08:36 | 04     |

| Platz | Club                     | Spiele | Tore  | Punkte |
| ----- | ------------------------ | ------ | ----- | ------ |
| 1.    | TSV Mannheim (A)         | 14     | 50:10 | 40     |
| 2.    | Eintracht Frankfurt      | 14     | 19:11 | 24     |
| 3.    | Feudenheimer HC          | 14     | 28:21 | 24     |
| 4.    | TuS Obermenzing (N)      | 14     | 28:24 | 23     |
| 5.    | Zehlendorfer Wespen      | 14     | 22:18 | 20     |
| 6.    | Nürnberger HTC           | 14     | 17:21 | 15     |
| 7.    | TC Blau-Weiss Berlin (N) | 14     | 12:40 | 06     |
| 8.    | ATV Leipzig              | 14     | 18:49 | 03     |

## Auf- und Abstieg
Absteiger aus der 1. Bundesliga sind für die nächste Saison Jahr der Rüsselsheimer RK und TuS Lichterfelde, beide steigen in die Gruppe Süd ab, die daher 3 Absteiger verzeichnet.
Aufsteiger aus der Regionalliga für die nächste Saison sind im Süden der Bietigheimer HTC und SC Charlottenburg, im Norden die TG Heimfeld und RTHC Bayer Leverkusen.